# Hrad u Kvítkova
Hrad u Kvítkova (též Pustý zámek nebo mylně Frydlant) je zaniklý hrad asi 1,7 kilometru jihovýchodně od Kvítkova v okrese Česká Lípa. Jeho pozůstatky se nachází na pískovcové ostrožně nad Robečským potokem v nadmořské výšce asi 270 metrů. Dochovaly se z něj především terénní pozůstatky opevnění, které jsou od roku 1965 chráněny jako kulturní památka.

## Historie
O hradu se nedochovaly žádné písemné prameny. V literatuře bývá mylně ztotožňován s dosud spolehlivě nelokalizovaným hradem Frydlantem a pravděpodobně neexistujícím hradem Hodnoslovcem. Archeologické nálezy z hradu pochází ze třináctého století. Je možné, že patřil mezi hrady přechodného typu a jeho zakladatelem byl nejspíš panovník.

## Stavební podoba
Do hradu se vstupovalo od severozápadu přes příkop a malé předhradí trojúhelníkovitého tvaru, kde se nedochovaly žádné stopy zástavby. Rozměrné hradní jádro má tvar protáhlého pětiúhelníku. V příkopu, který ho odděloval od předhradí, se zachoval ve skále vysekaný základ pilíře mostu. Za mostem stávala brána nejasné podoby, ze které se dochovaly dva valovité útvary. Obvodové opevnění tvořila hradba z nasucho kladených kamenů, jejíž část dosud existuje na severní straně. Mohlo se však jednat také o zděnou plentu sypaného valu. Ze zástavby vnitřní plochy zůstaly jen dva čtverhranné, ve skále vysekané objekty, které je možné považovat za zemnice nebo polozemnice.

## Přístup
Zbytky hradu jsou volně přístupné a vede k nim žlutá turistická trasa. Místo, kde hrad stával, je součástí národní přírodní památky Peklo.